# Statue équestre de Louis XIV (Montpellier)
Pour les articles homonymes, voir Statue équestre de Louis XIV.
La statue équestre de Louis XIV est un monument érigé en 1828 au centre de la promenade du Peyrou à Montpellier (Hérault). Classée monument historique en 1954 sur un site lui-même classé en 1943, cette statue en bronze est la deuxième représentation du roi Louis XIV dans cette ville, une première version ayant été détruite durant la Révolution française. Il s'agit d'une réplique de moindres dimensions sculptée par Jean-Baptiste Joseph Debay et fondue par Auguste-Jean-Marie Carbonneaux d'après les dessins de Jules Hardouin-Mansart.

## Histoire
La ville de Montpellier et la statue équestre sont les premières représentations du roi après les villes de Paris (place des Victoires) et Versailles (statue équestre à la place d'Armes), choisies par le roi Louis XIV.
Cette initiative a inspiré l’édification de statues similaires dans les villes de :
- Rennes, place Louis-le-Grand, aujourd'hui place du Parlement de Bretagne (commandée en 1686, érigée en 1726)[2],[3] ;
- Dijon, place Royale, actuelle place de la Libération (commandée en 1686, érigée en 1725) ;
- Lyon, Place Bellecour (commandée en 1685, mise en place en 1713) ;
- Bordeaux, place Royale, aujourd'hui place de la Bourse (inaugurée en 1749).

L'histoire de la statue équestre est étroitement liée à celle de la promenade du Peyrou. Elle débute le 31 octobre 1685 par le vote des États de Languedoc pour la mise en place d’une statue équestre à la gloire du roi.
Les intérêts politiques, économiques et philosophiques divergents des conseillers compliquent la prise de décisions et de nombreuses années seront nécessaires pour définir un concept novateur. L'esprit de l'époque veut que le monument soit édifié sur une place royale du centre de la ville, à l'image du roi régnant sur ses sujets. Or, dans ce projet de la promenade du Peyrou, la statue trône au milieu des champs. L'idée novatrice, soumise par le comte de Broglie et l'intendant Lamoignon de Bâville, est de démontrer que le roi règne sur la région et au-delà des villes. Les structures architecturales des villes ceintes de remparts ne permettent pas de recevoir de grands édifices. Plusieurs sites sont donc suggérés en ville pour accueillir l’imposante statue comme le collège des Humanités qui deviendra le musée Fabre ou encore la place de la Canourgue.

### La1restatue
La commande est réalisée à Paris (rue de Bourbon) auprès des sculpteurs Pierre Mazeline et Simon Hurtrelle, le 23 septembre 1686, sur la base de dessins fournis par l'architecte Jules Hardouin-Mansart sous la supervision du cardinal de Bonzy. La statue en bronze est achevée dans le local parisien en 1692 avec une hauteur de 4,5 mètres et une longueur de 4,8 mètres.
Des contretemps ralentissent l’installation de l’œuvre. La guerre navale, qui oppose l'Angleterre à la France, empêche le transport depuis la capitale par la voie maritime d'une telle masse (19 tonnes), les voies carrossables et le matériel de transport n'étant pas accessibles à cette époque. C’est seulement à partir de 1713 que la statue quitte Paris et navigue via la Seine, puis du Havre à Bordeaux, remonte la Garonne et chemine sur le canal des deux mers, pour arriver aux étangs de Frontignan et Villeneuve-lès-Maguelone et remonter à destination de Montpellier par le port Juvénal. À Bordeaux, les habitants curieux investissent le navire qui, sous le poids de la curiosité, est déstabilisé et la statue tombe à l'eau. Des mois furent nécessaires pour la récupérer et l’opération de sauvetage l’endommagea malencontreusement.
Arrivée à Montpellier au mois d'août 1717, elle est installée sur la promenade du Peyrou le 10 février 1718 et inaugurée en présence de l'intendant de Basville le 27 février de la même année. Elle porte l’inscription suivante, rédigée par l'historien de Mandajors : « LUDOVICO MAGNO COMITIA OCCITANIAE INCOLUMI VOVERE EX OCULIS SUBLATO POSUERE. ANNO 1718 », c’est-à-dire « À Louis le Grand vivant les populations d'Occitanie ont voué cette statue et l'ont érigée après sa mort ». Voltaire lui donne son approbation dans son ouvrage Le Siècle de Louis XIV dans lequel il lui donne le sens de « à Louis le Grand après sa mort ».
Trente-trois années sont nécessaires pour mener à bien ce projet qui survit à ses principaux instigateurs, parmi lesquels figure le roi Louis XIV lui-même, mort trois ans plus tôt.
Les travaux d'embellissement et d'aménagement se poursuivent sur la promenade du Peyrou, ainsi l'aqueduc Saint-Clément et son réservoir sont construits à partir de 1753 et le projet du château d'eau a été retenu en 1766.
Au cours de la Révolution française, la statue est abattue le 1er octobre 1792 et envoyée en morceaux à Lyon pour y être fondue et réaliser des canons. Le piédestal est démonté et a servi partiellement de socle à la fontaine des Trois Grâces située sur la place de la Comédie. Une guillotine remplace peu après la statue, faisant une vingtaine de victimes, dont dix ecclésiastiques réfractaires, neuf royalistes, deux émigrés, une femme ayant caché des royalistes et une autre personne.
Au terme de cette décennie révolutionnaire, le préfet de Nogaret fait élever, en 1800, une colonne commémorative en l'honneur des soldats morts au champ d'honneur.

### La statue actuelle

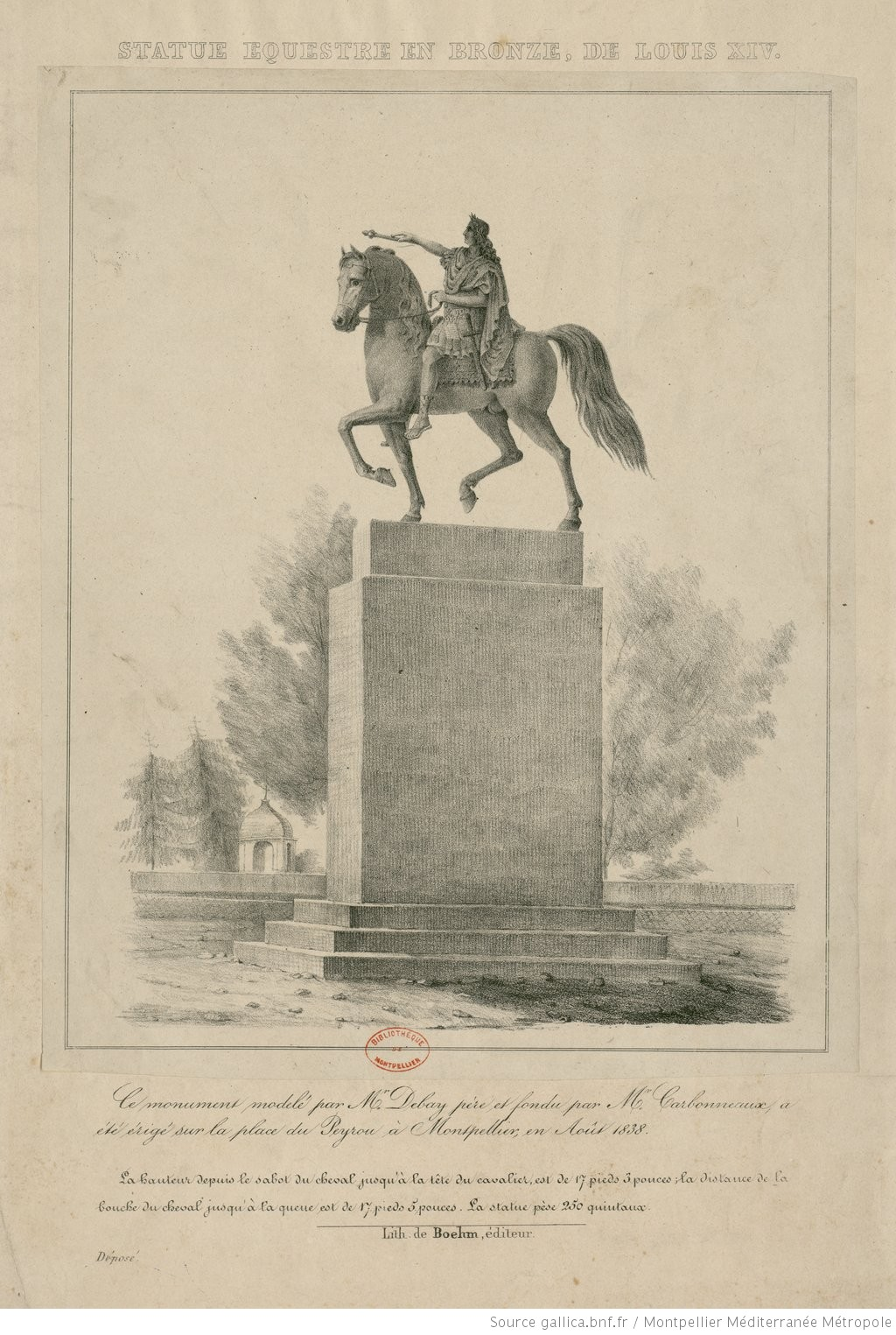
Nouvelle statue par de Bay père

Le conseil général de l'Hérault, républicain puis bonapartiste, se convertit au légitimisme. Dès le 12 octobre 1814, il est unanimement décidé de restituer le monument avec l’inscription latine : « EVERTERAT FUROR, RESTITUIT PIETAS » dont le comte d’Artois, futur Charles X, va poser symboliquement la première pierre le lendemain le 13 octobre,.
Durant plusieurs années, des correspondances sont échangées entre Montpellier et Paris. Le préfet Creuzé de Lesser propose qu'il soit fait une copie de l’œuvre de la place des Victoires à Paris, réalisée par François Joseph Bosio. Devant le refus de l'artiste, le département de l'Hérault négocie avec les sculpteurs Jean-Baptiste Debay et Auguste Carbonneaux lorsque survient la Révolution de juillet 1830 ou des Trois Glorieuses.
La révolution s’étant accompagné en 1830 d’une hostilité d'une partie de la population à la maison de Bourbon alors remplacée par celle d'Orléans, la pose de la statue est volontairement retardée. Il fut envisagé de changer la tête pour la remplacer par celle de Paul Riquet. Le maire intérimaire Dessale-Possel déclare le 26 juin 1833 : « la statue équestre de Louis XIV doit être considérée plutôt comme un objet d’art destiné à orner la place du Peyrou que comme un monument politique. Louis XIV n’est plus en effet qu’un personnage historique ». Dans une conjoncture politique agitée, la statue reprend la place de l’ancienne le 29 août 1838, après une absence d’un demi-siècle. Le maire de Montpellier Zoé Granier mène l’opération avec discrétion et en évitant toute solennité.

## Galerie

Vues générales d'ensemble.
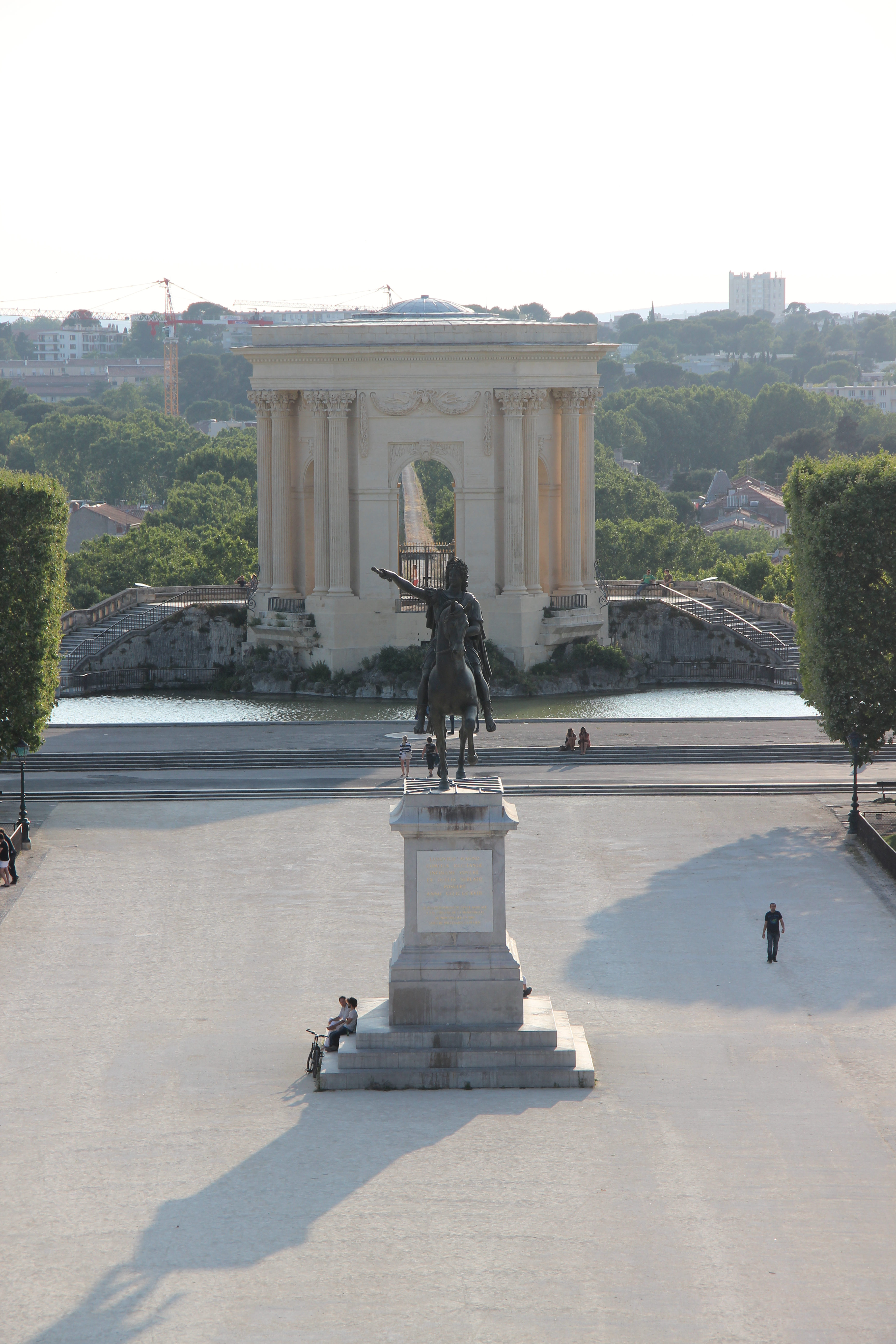
Vue depuis l'arc de triomphe.
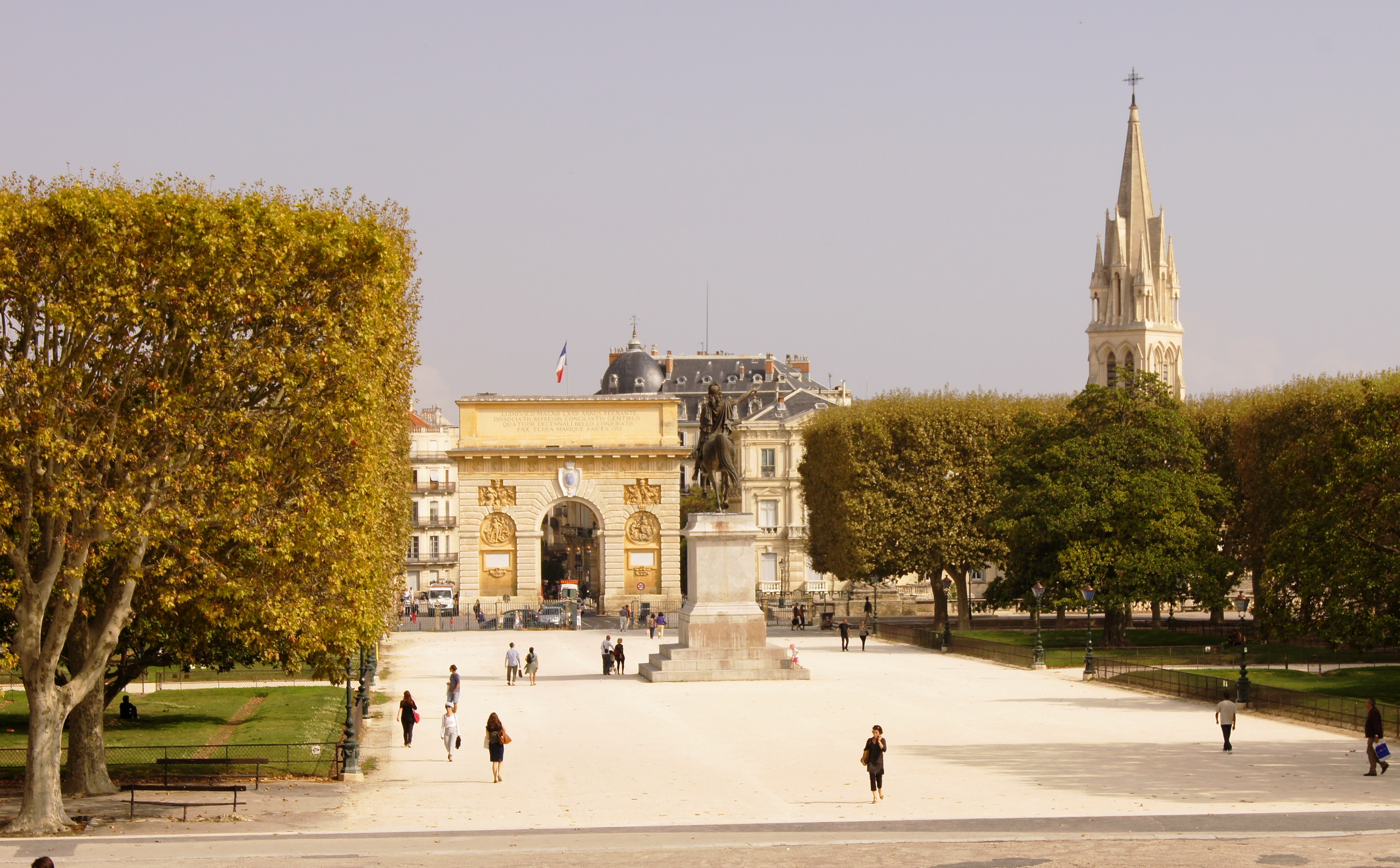
Vue avec l'église Sainte-Anne.
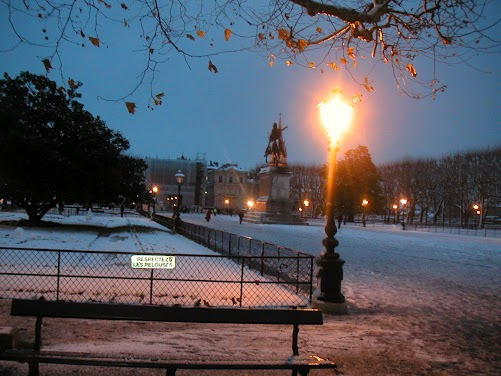
Vue de la promenade le soir.
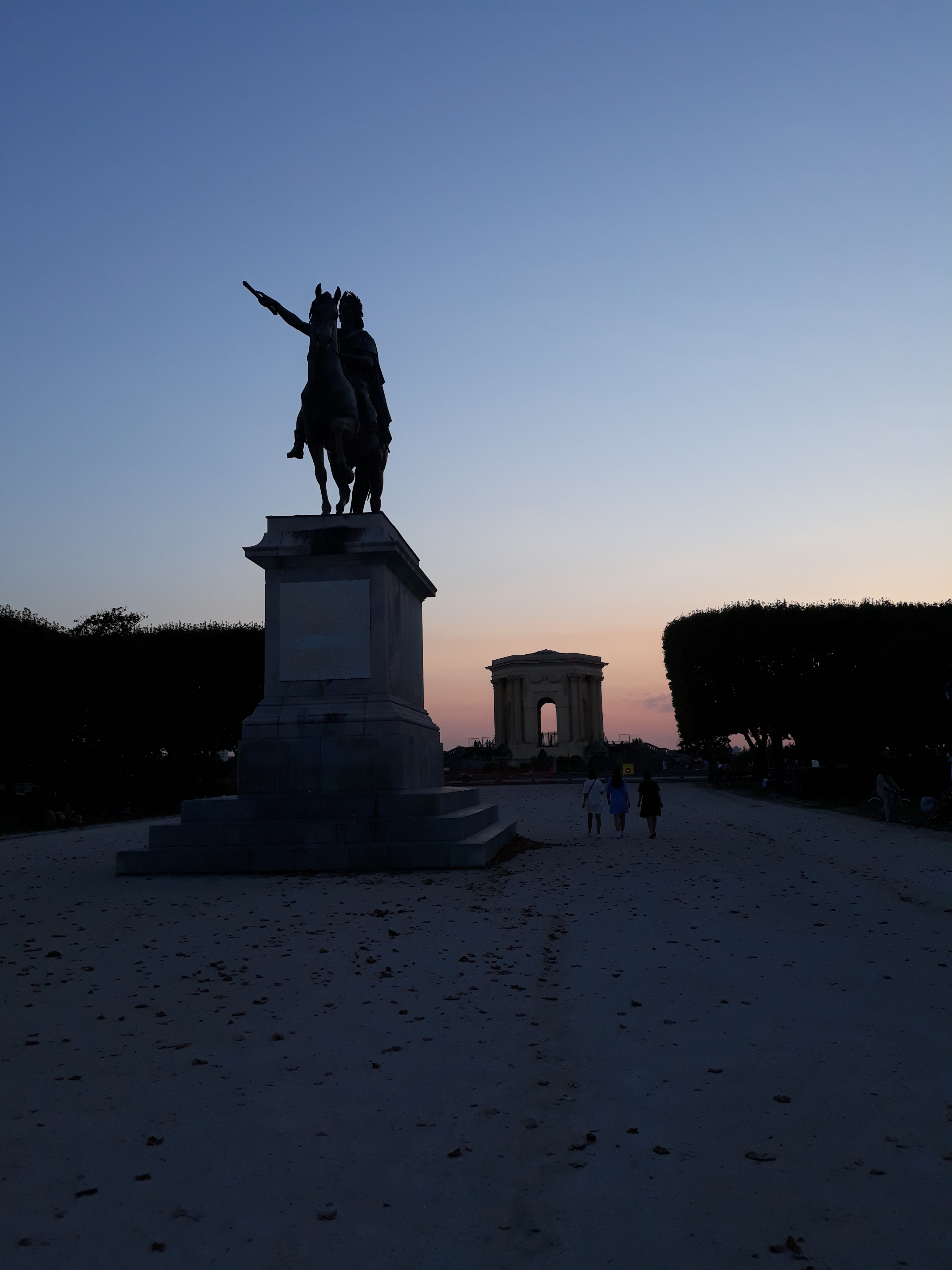
Vue du château d'eau et la statue avec le soleil couchant.
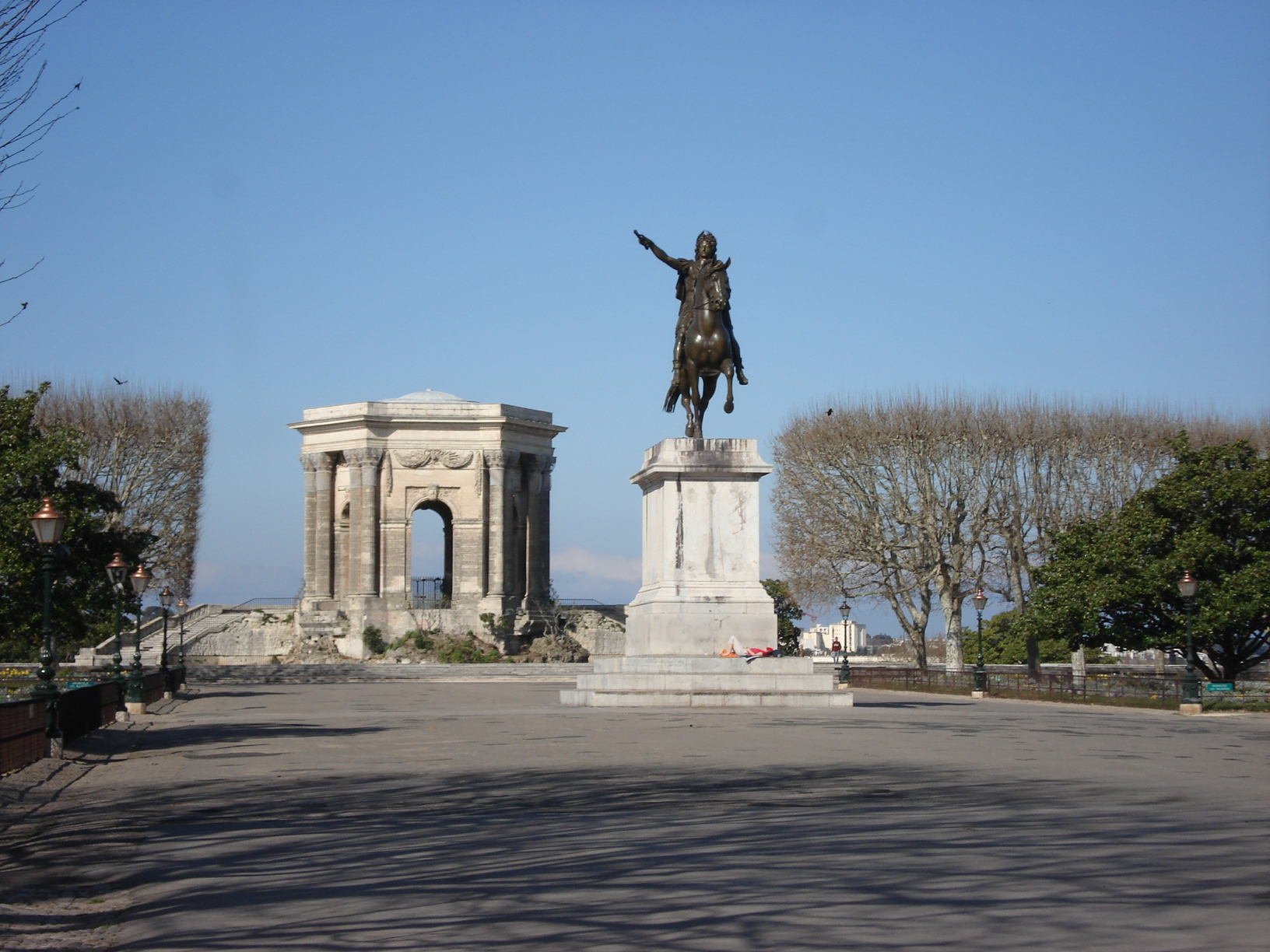
Le château d'eau et la statue de Louis XIV.
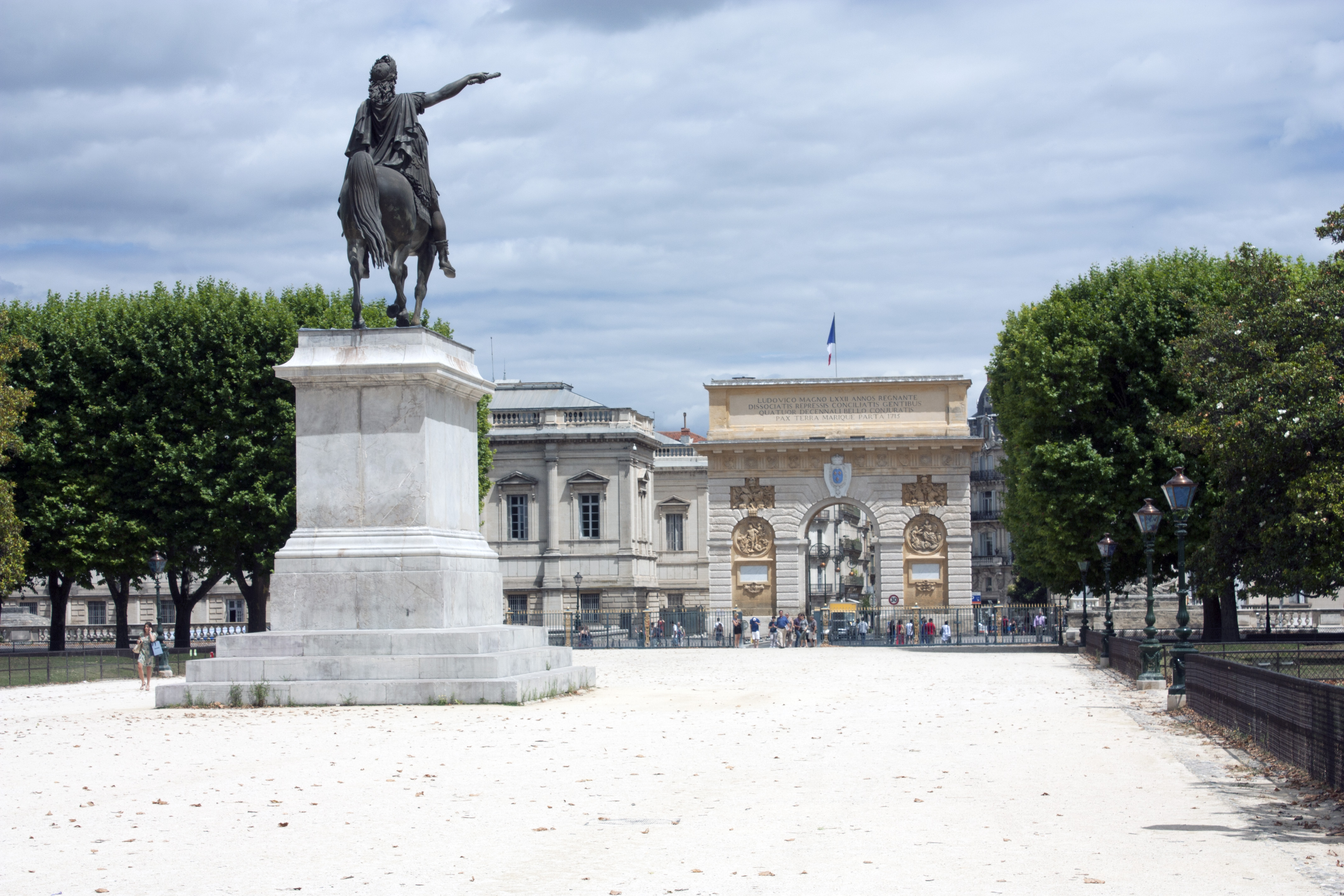
La statue de Louis XIV et l'arc de triomphe.
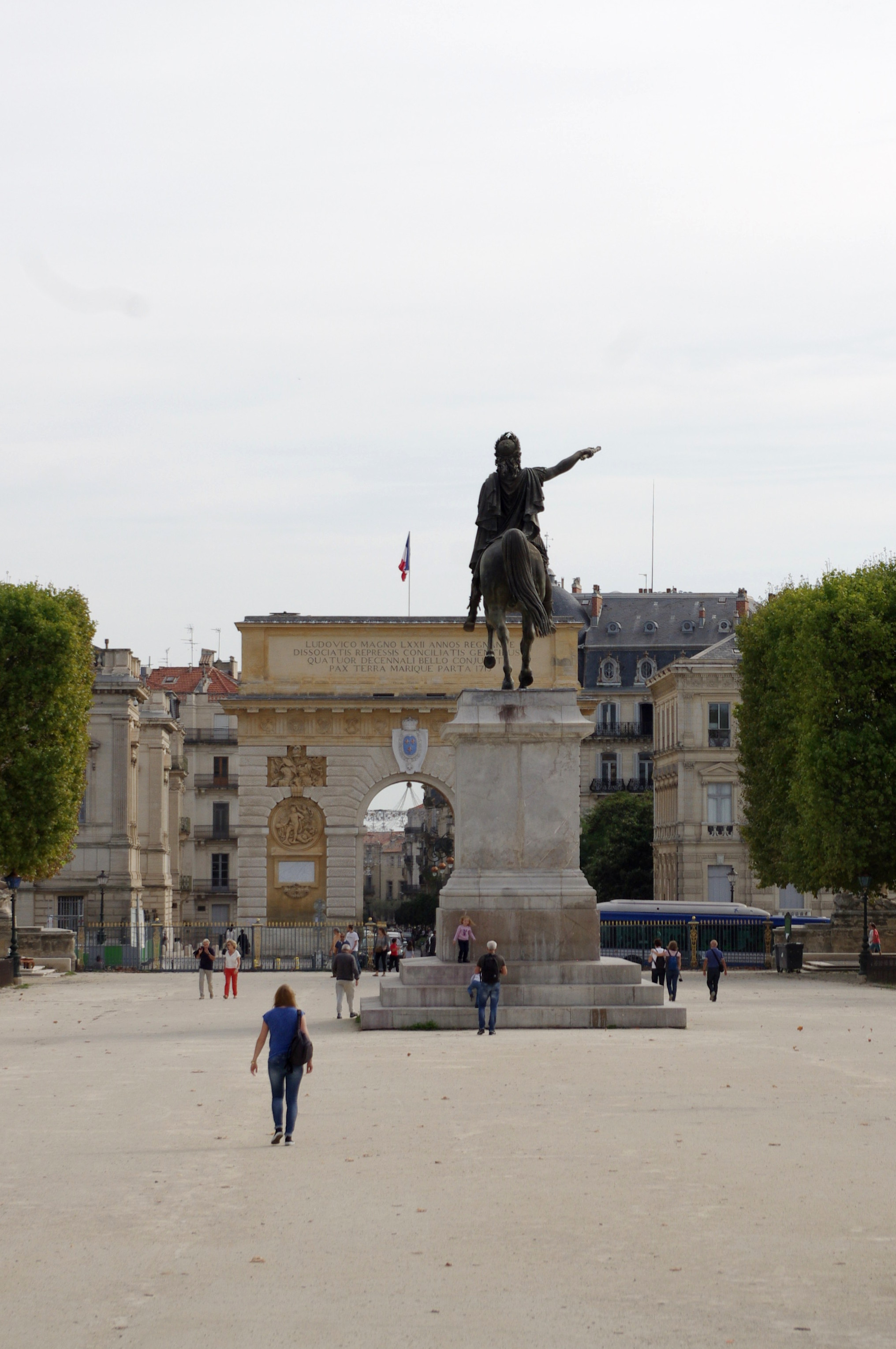

Vues de la « Statue équestre de Louis XIV ».
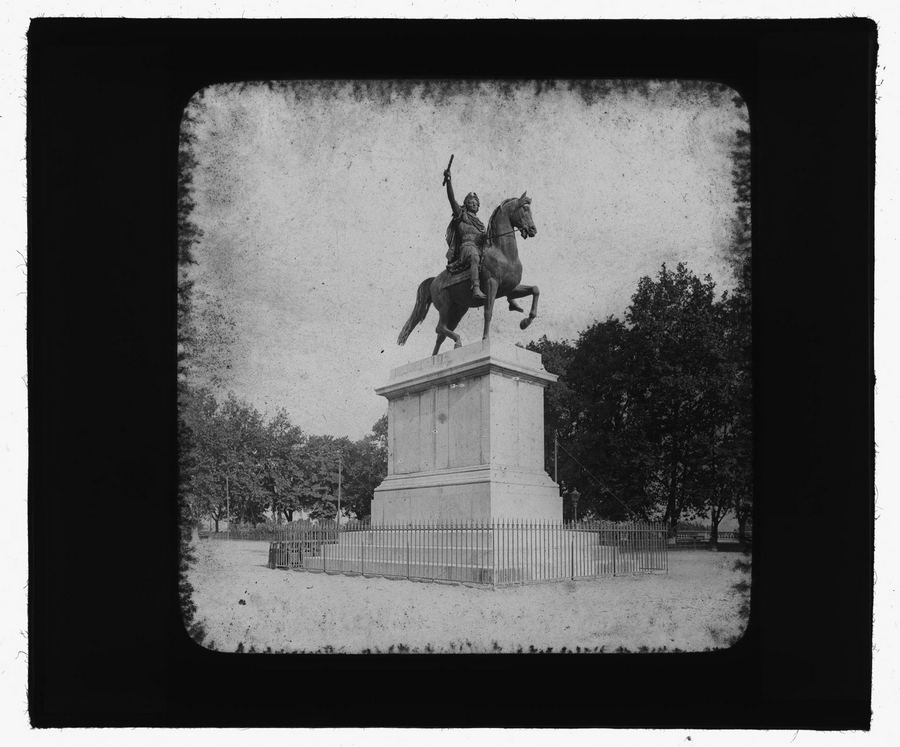
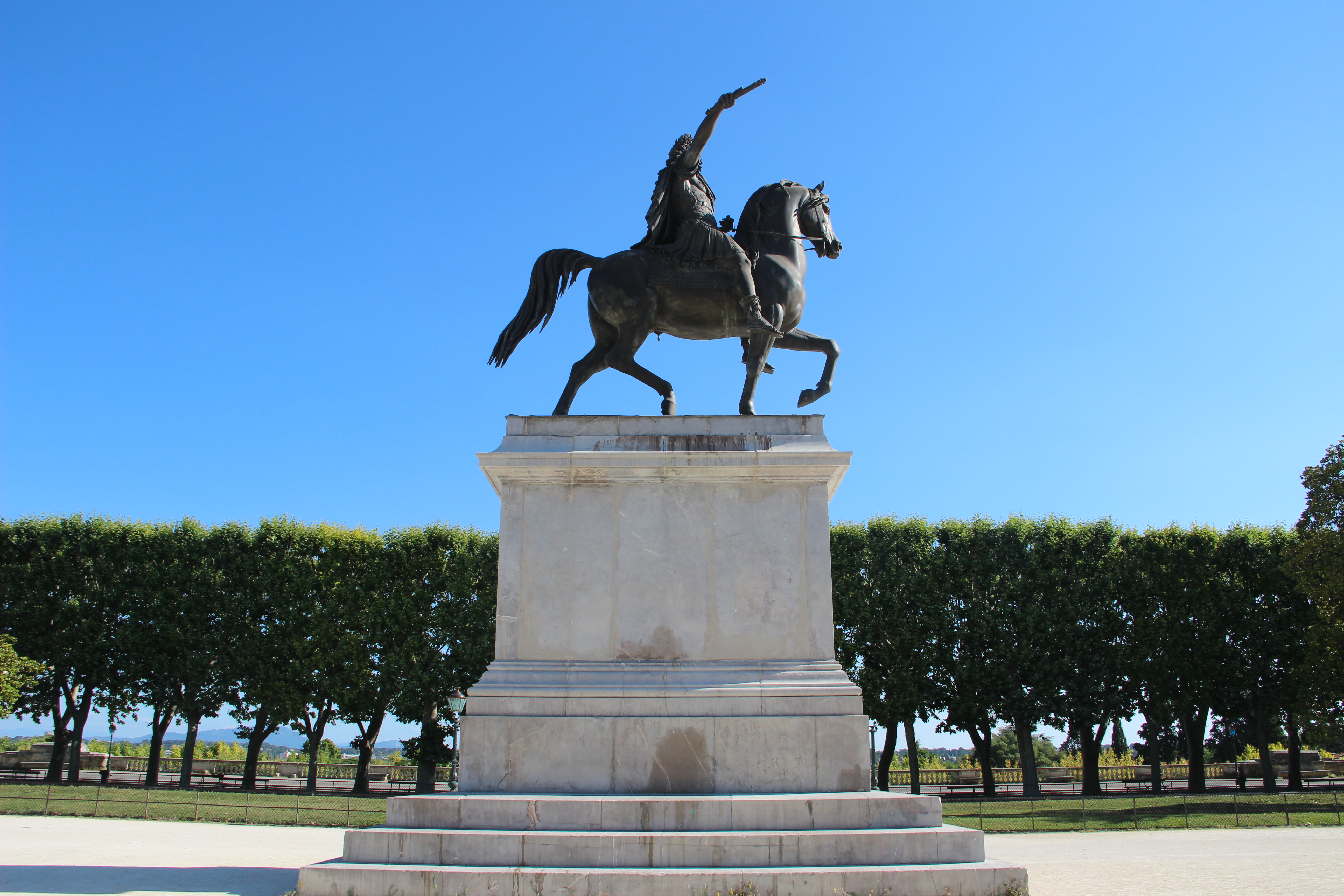
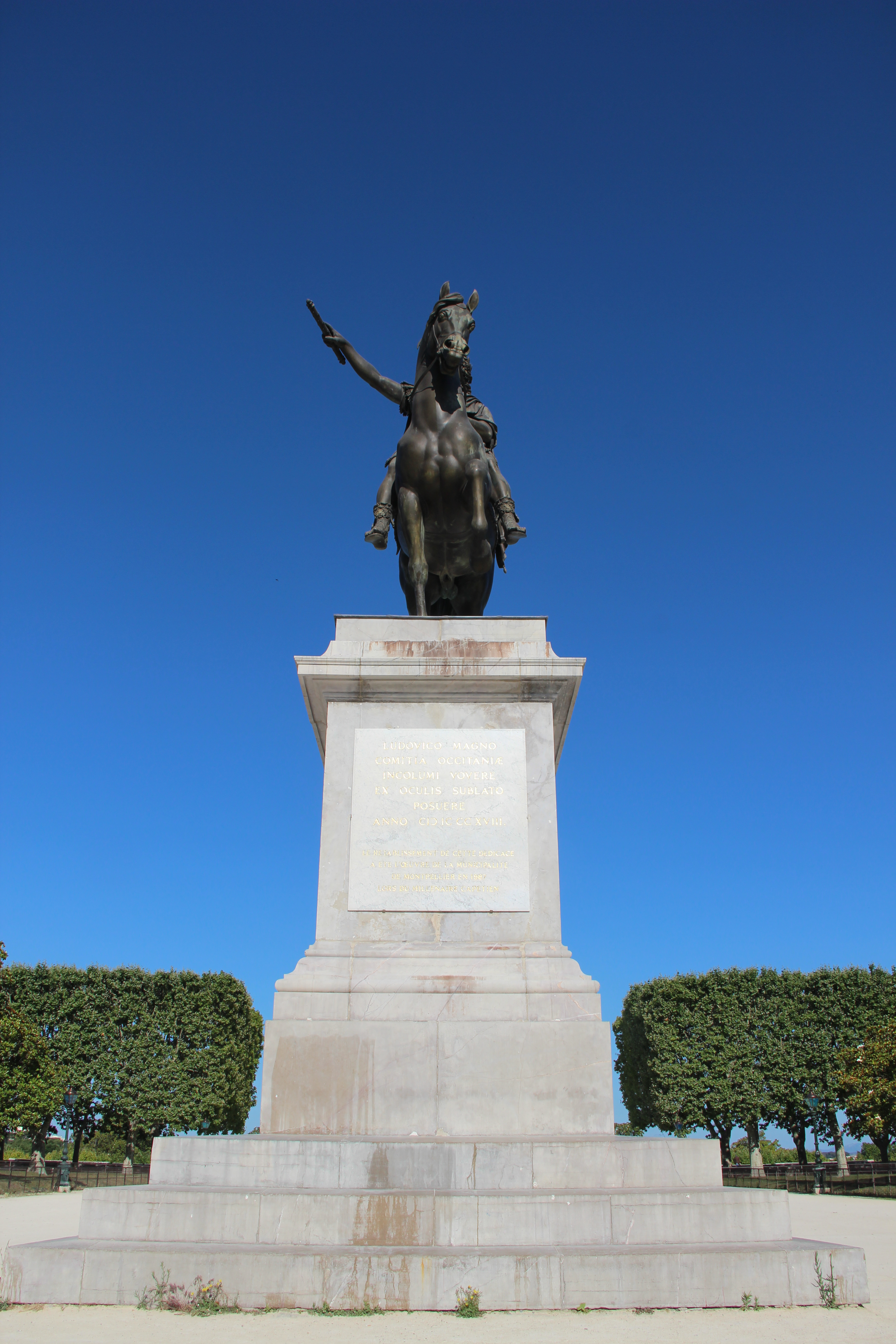
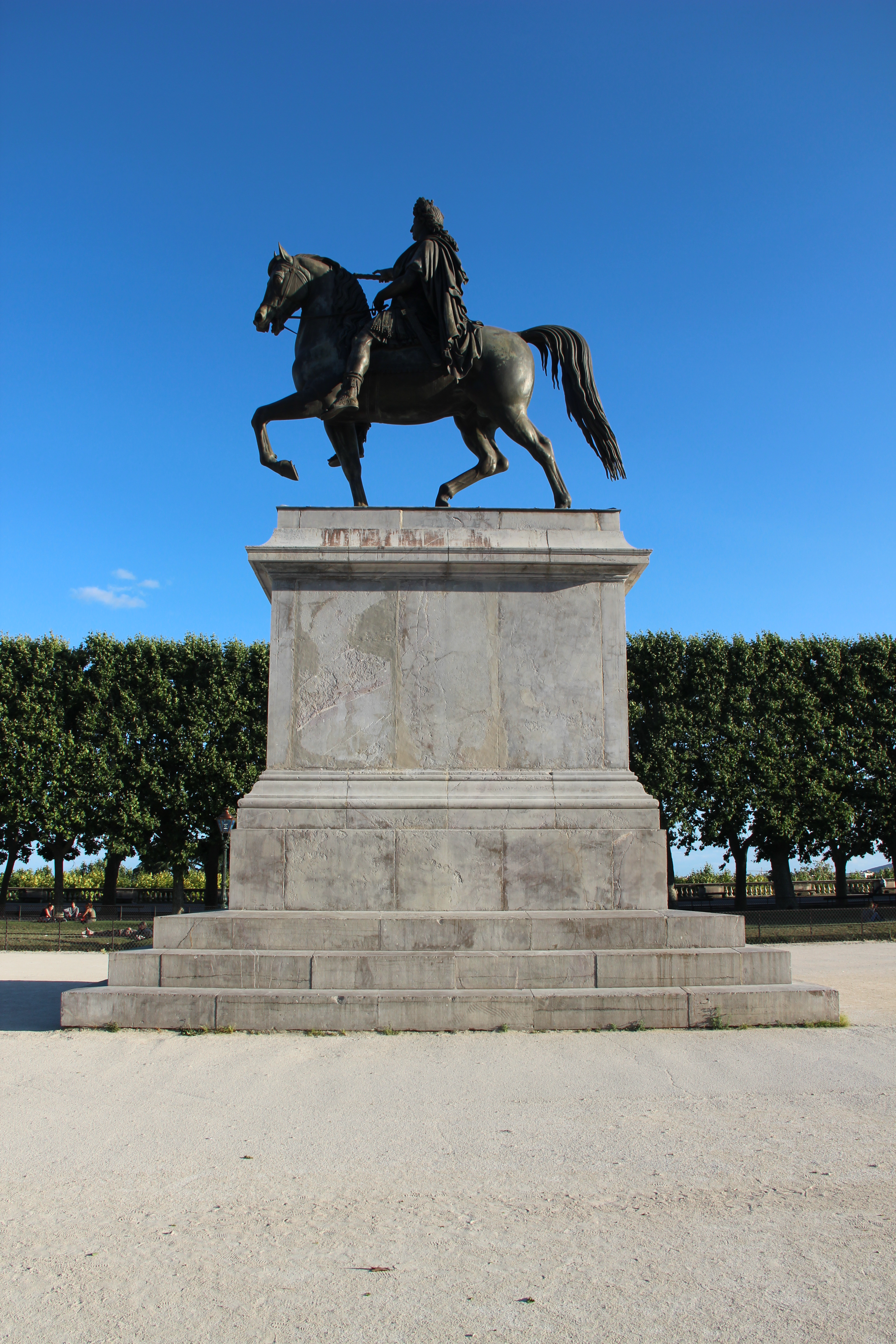
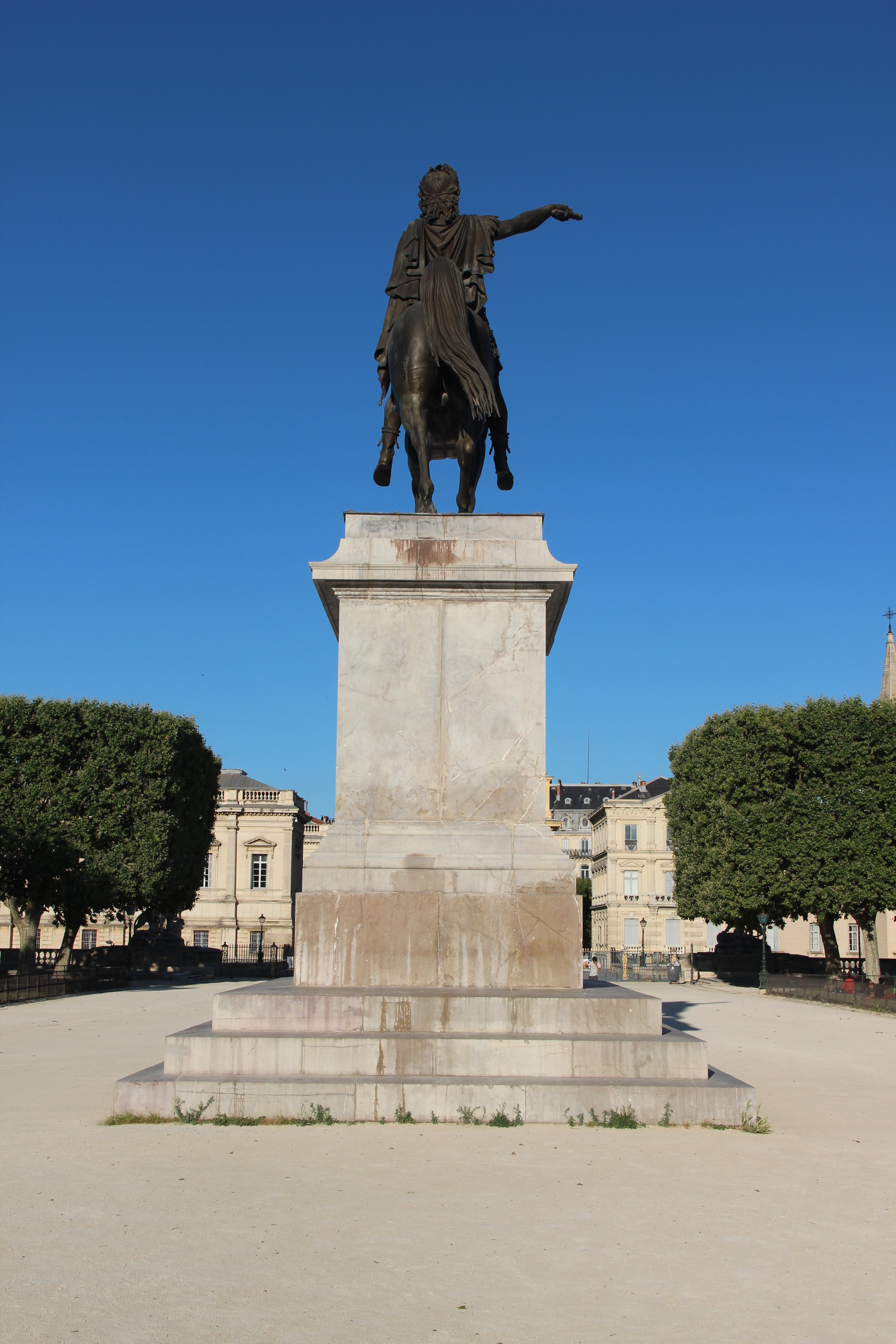
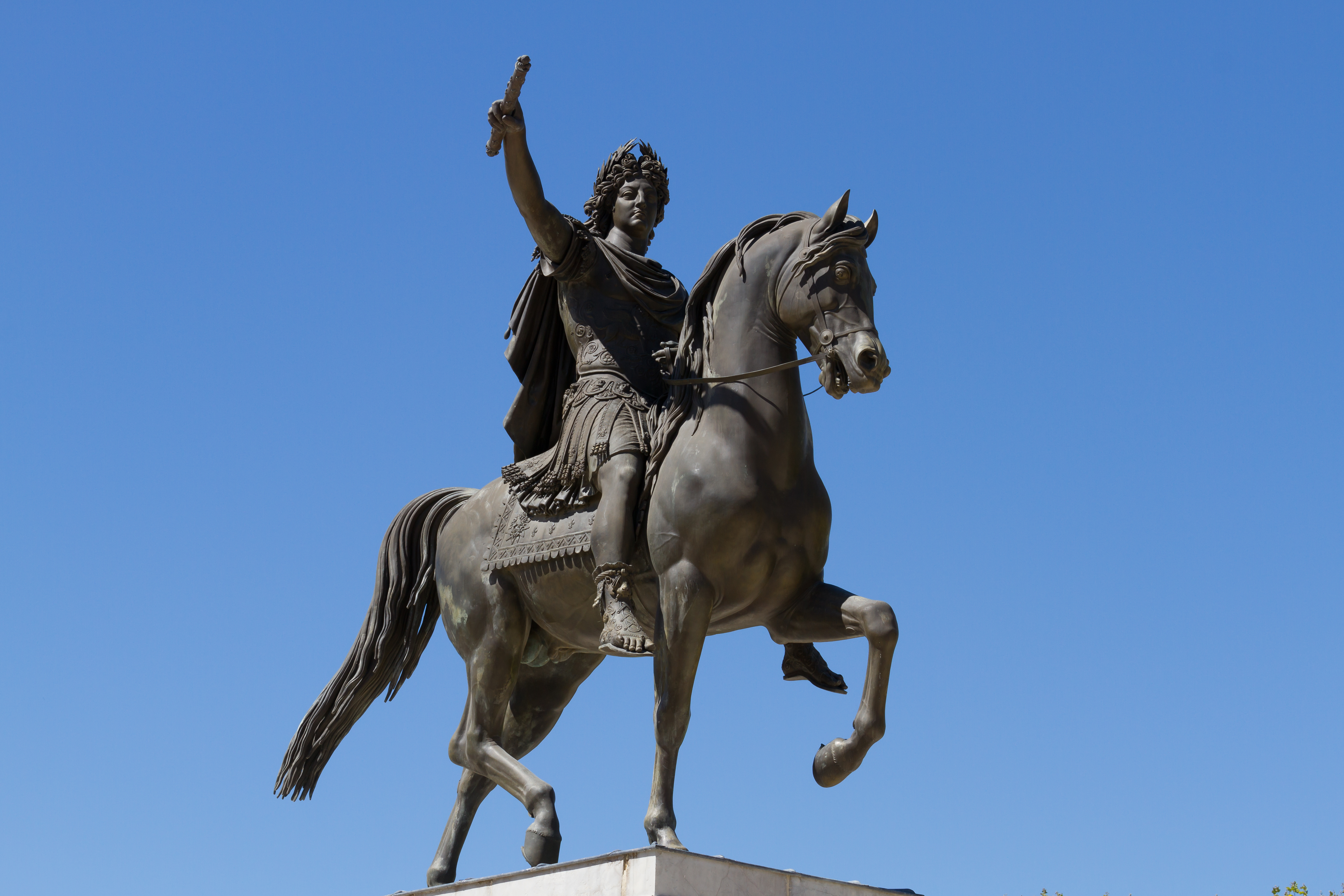